# Anton Burger (SS-Mitglied)
Anton Burger (* 19. November 1911 in Neunkirchen; † 25. Dezember 1991 in Essen) war ein österreichischer SS-Obersturmführer und Lagerkommandant im Ghetto Theresienstadt.

## Leben
Der Sohn eines Papierwarenhändlers absolvierte nach dem Besuch der Volks- und Bürgerschule eine kaufmännische Lehre und trat 1930 ins Bundesheer ein.
Er trat zum 6. Oktober 1931 der österreichischen NSDAP bei (Mitgliedsnummer 611.604). Die NSDAP wurde am 19. Juni 1933 in Österreich verboten und Burger wurde daraufhin im Juli 1933 unehrenhaft aus dem Heer entlassen. Er reiste illegal nach Deutschland und schloss sich in Lechfeld der „Österreichischen Legion“ an. Bald darauf trat er in die SA ein. 1935 erhielt er die deutsche Staatsbürgerschaft, wegen seiner Arbeitslosigkeit wohnte er in SA-Kasernen.
Mit der „Österreichischen Legion“ war Burger schließlich auch beim „Anschluss Österreichs“ am 12. März 1938 in Wien beteiligt. Nach dem Wechsel in die SS am 1. Juli 1938 (SS-Nummer 342.783) arbeitete Burger in der „Zentralstelle für jüdische Auswanderung in Wien“; sein unmittelbarer Vorgesetzter war Adolf Eichmann.
Im Sommer 1939 erfolgte seine Versetzung zur Zentralstelle für jüdische Auswanderung in Prag, und im April 1941 seine Beförderung zum Obersturmführer. Bereits im Frühjahr 1941 wurde er zum Leiter der Zweigstelle in Brünn befördert.
Im Februar 1943 wurde Burger zusammen mit SS-Hauptsturmführer Dieter Wisliceny nach Saloniki entsandt, um die Deportation der dortigen Juden nach Auschwitz-Birkenau zu leiten. In den sechs Monaten bis August 1943 wurden 46.000 Menschen nach Auschwitz deportiert – in den sicheren Tod.
Infolge seines Einsatzes wurde Burger am 5. Juli 1943 als Nachfolger von Siegfried Seidl Lagerkommandant im KZ Theresienstadt. Hier war Burger bald wegen seiner Grausamkeit und seiner Willkür gefürchtet. Er selbst stellte Transportlisten in das Vernichtungslager Auschwitz zusammen und exekutierte KZ-Häftlinge.
Im März 1944 wurde er Leiter des „Judenreferates“ beim Eichmannreferat in Athen. Sein Auftrag war es, die jüdische Bevölkerung von Korfu und Rhodos – knapp 7.000 Personen – nach Auschwitz zu deportieren. Am 30. Januar 1945 wurde er zum SS-Hauptsturmführer befördert.
Unerkannt wurde Burger bei Kriegsende in das amerikanische Internierungslager Glasenbach bei Salzburg gebracht, wo er erst 1947 als Kommandant von Theresienstadt enttarnt wurde. In der Zwischenzeit war er jedoch in Abwesenheit vom Volksgerichtshof im tschechischen Litoměřice zum Tode verurteilt worden. Kurz vor seiner vorgesehenen Auslieferung in die Tschechoslowakei konnte Burger im Juni 1947 aus dem Lager fliehen. Bis zu seiner erneuten Verhaftung im März 1951 lebte er unter falschem Namen im Untergrund in seiner Heimatstadt Neunkirchen. Doch seine zweite Verhaftung dauerte nur wenige Wochen. Bereits am 9. April 1951 gelang ihm erneut die Flucht.
Unter dem Familiennamen Bauer mit wechselnden Identitäten lebte er im Grenzgebiet Österreichs zu Deutschland und konnte zwischen 1960 und 1961 als Hüttenwart auf einer Alm arbeiten. Burger nannte sich bald darauf nunmehr Wilhelm Bauer und fand im Januar 1962 bei einer Firma in Essen eine Anstellung, die er 1974 wieder verlor. Nach einem Herzinfarkt und trotz mangelhaft gefälschter Papiere lebte Burger bis zu seinem Tod als Rentner unerkannt in Deutschland. Erst im März 1994, über zwei Jahre nach seinem Tod, konnte das Bayerische Landeskriminalamt nach Hinweisen von Simon Wiesenthal die Identität Burgers als die von Wilhelm Bauer bestätigen.